# Гордалі-Юрт
Гордалі-Юрт (рос. Гордали-Юрт) — село у Гудермеському районі Чечні Російської Федерації.
Населення становить 2136 осіб (2019). Входить до складу муніципального утворення Гордалі-Юртовське сільське поселення.

## Історія
Згідно із законом від 27 лютого 2009 року органом місцевого самоврядування є Гордалі-Юртовське сільське поселення.

## Населення
| 1990  | 2002  | 2010  | 2012  | 2013  | 2014  | 2015  |
| ----- | ----- | ----- | ----- | ----- | ----- | ----- |
| 157   | ↗1112 | ↗1703 | ↗1810 | ↗1863 | ↗1889 | ↗1946 |
| 2016  | 2017  | 2018  | 2019  |       |       |       |
| ↗1997 | ↗2053 | ↗2089 | ↗2136 |       |       |       |